# Hednota cyclosema
Hednota cyclosema là một loài bướm đêm trong họ Crambidae.